# Argistes seriatus
Argistes seriatus är en spindelart som först beskrevs av Karsch 1891.  Argistes seriatus ingår i släktet Argistes och familjen månspindlar.
Artens utbredningsområde är Sri Lanka. Inga underarter finns listade i Catalogue of Life.